# Juan Marsé
Juan Marsé Carbó (Barcellona, 8 gennaio 1933 – Barcellona, 19 luglio 2020) è stato uno scrittore spagnolo appartenente alla cosiddetta "Generazione del '50" - che annovera, tra gli altri, i suoi amici Montalbán e Mendoza.
Nel 2008 gli è stato conferito il Premio Cervantes, con il quale è di fatto asceso all'Olimpo della Letteratura spagnola. Due giorni prima dell'assegnazione, gli è stata intitolata una "caja de securidad" - praticamente una capsula del tempo - perché possa preservare qualcosa che sia poi rivelato, quando e se vorrà in vita.

## Biografia
È nato come Juan Faneca Roca ma, in seguito al decesso della madre durante il parto, viene adottato dalla famiglia Marsé Carbó. Non terminò gli studi, anzi iniziò a lavorare come gioielliere e, allo stesso tempo, scriveva per la rivista Arcinema. Nel 1958 si distinse per un articolo sulle riviste Ínsula e El Ciervo, imprimendo una definitiva svolta letteraria alla propria esistenza. Già nel 1959 vinse un piccolo premio, poi nel 1961 pubblicò il primo vero romanzo, Encerrados con un solo juguete - nel frattempo, s'era già trasferito a Parigi, dove sarebbe rimasto sino al 1962, mantenendosi insegnando spagnolo e facendo occasionali traduzioni, oltre alle pulizie presso l'Istituto Pasteur.
Tornato a Barcellona, scrisse un altro romanzo, Esta cara de la luna - anni dopo, ha deciso di ripudiarlo: infatti, non è compreso nell'opera omnia. Sopravvive lavorando nella pubblicità, nell'editoria, nella critica cinematografica, infine diventa stabilmente giornalista e redattore della rivista Por favor.
Raggiunge l'agognato successo grazie al romanzo La oscura historia de la prima Montse, verso la fine degli anni Sessanta, e riesce a mantenersi tra i principali autori catalani del suo tempo: arriva infatti a collaborare con El País, per il quale scrive, a puntate, Aventuras del capitán Blay. Tuttavia, è solo negli anni Novanta che arriva la definitiva consacrazione: proprio nel 1990, per El amante bilingüe, gli è conferito, a Siviglia, il Premio Ateneo de Sevilla - premio abbastanza importante, nato nel 1969 - e poi, nel 1994, per El embrujo de Shanghai - forse il suo romanzo più famoso, visto che ha ispirato l'omonimo film del 2002 - il Premio de la Crítica y el Aristeion.
Il suo romanzo Últimas tardes con Teresa è stato tradotto in Italia come Ultime sere con Teresa ed edito da Bompiani nel 2017.